# مولتنو
مولتنو (به ایتالیایی: Molteno) یک کومونه در ایتالیا است که در استان لکو واقع شده‌است.

## خصوصیات
مولتنو ۳٫۲ کیلومترمربع مساحت و ۳٬۲۰۶ نفر جمعیت دارد.

## نگارخانه

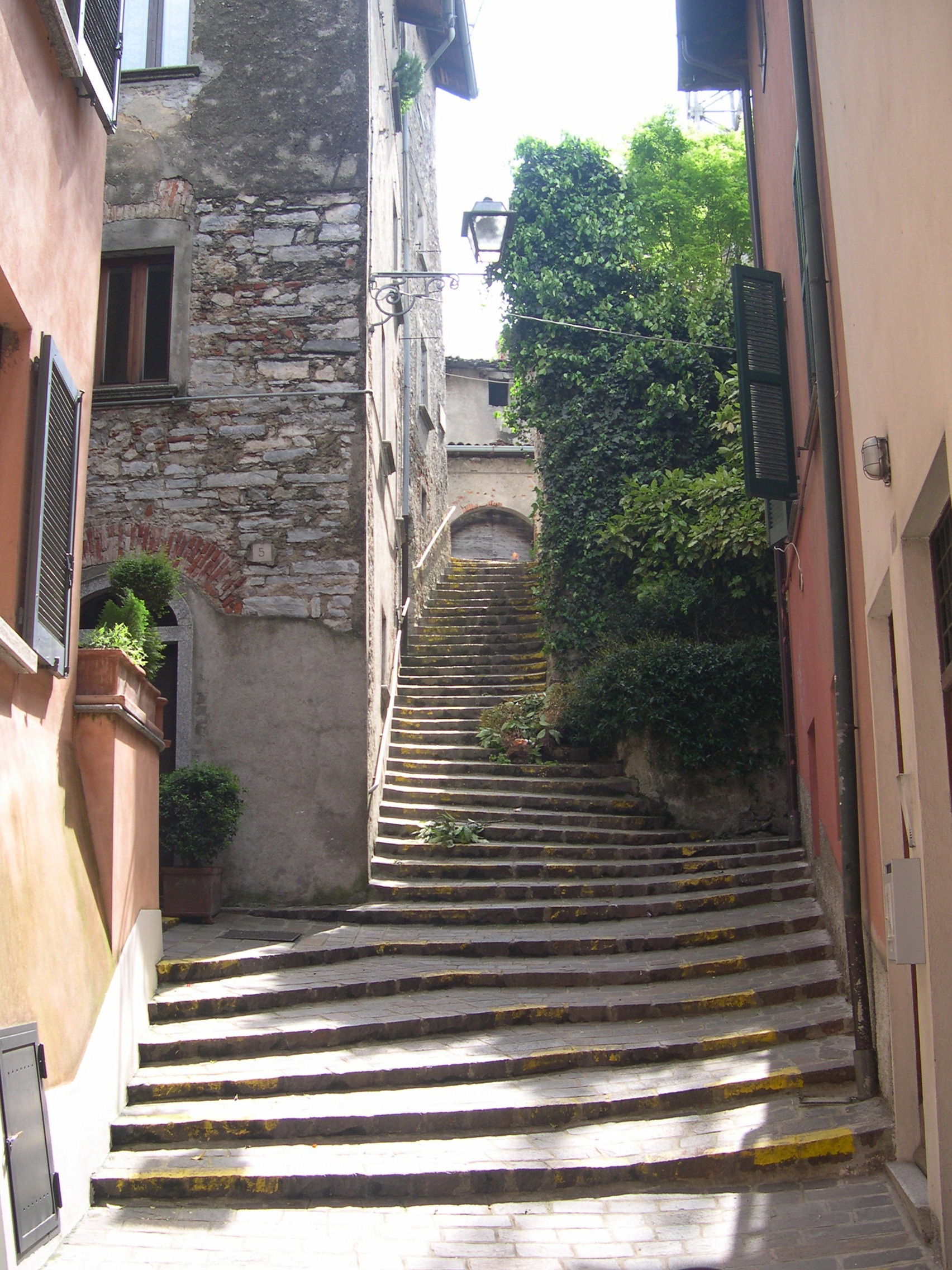
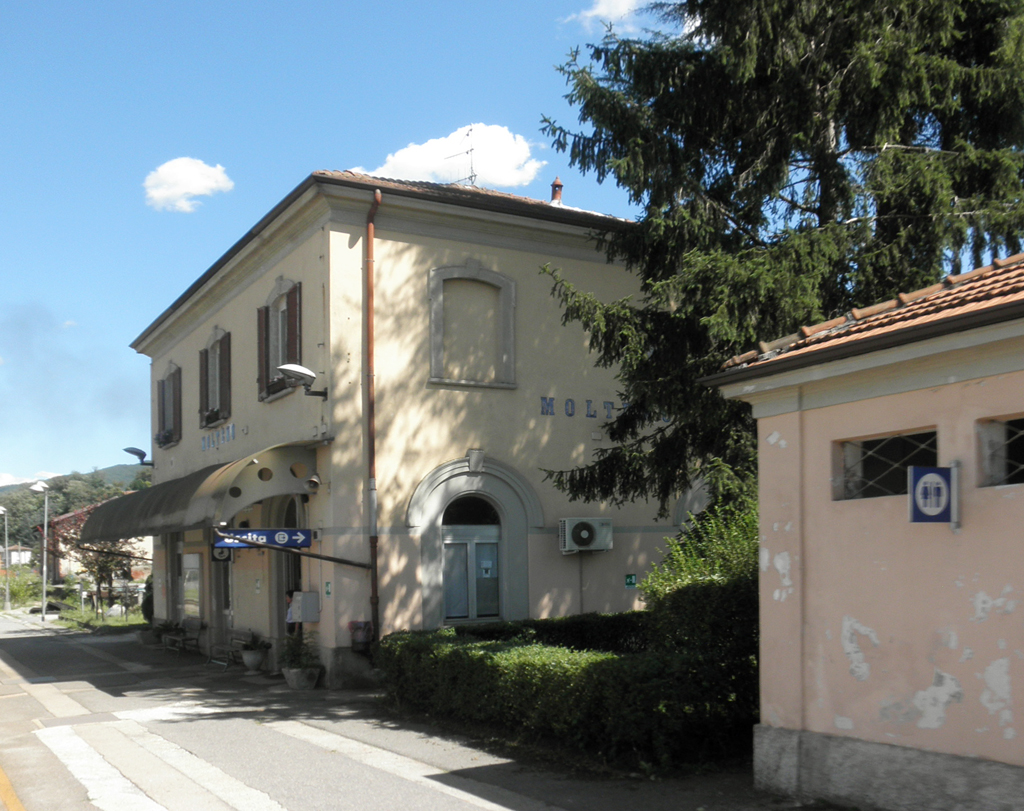
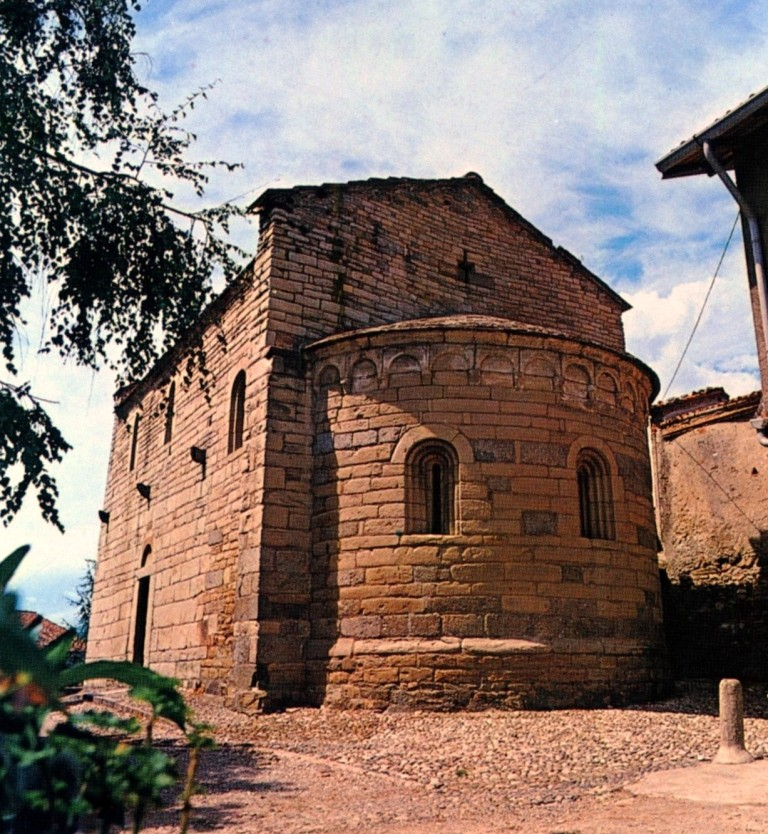